# Trundholm Kommune
| Strukturdaten       | Strukturdaten     |
| ------------------- | ----------------- |
| Sitz der Verwaltung | Højby             |
| Fläche              | 162,84 km²        |
| Einwohner           | 11.312 (2004)     |
| Kommune ab 2007     | Odsherred Kommune |
| Website             | www.trundholm.dk  |

Trundholm Kommune war bis Dezember 2006 eine dänische Kommune im damaligen Vestsjællands Amt im Nordwesten der dänischen Hauptinsel Seeland. Seit Januar 2007 ist sie zusammen mit den ehemaligen Kommunen Dragsholm und Nykøbing-Rørvig Teil der neugebildeten Odsherred Kommune.